# Gustaf Gründgens
Gustaf Gründgens (Düsseldorf; 22 de diciembre de 1899 - Manila; 7 de octubre de 1963) fue uno de los más famosos directores de teatro y actores de Alemania. Su carrera no se vio alterada durante el régimen Nazi, provocando luego acaloradas polémicas.

## Trayectoria
Fue el más famoso Mefistófeles del Fausto de Johann Wolfgang von Goethe en una legendaria interpretación de 1956-57.
También fue involucrado en la novela Mephisto de Klaus Mann, hijo de Thomas Mann, aparentemente basado en su vida y sus conexiones con el nazismo. Demandas y juicios siguieron a las acusaciones puesto que el actor estuvo casado con Erika Mann, hermana de Klaus. Klaus y Gustaf fueron amantes y trabajaron en teatro juntos con Pamela Wedekind, hija de Frank Wedekind en Anja y Esther del mismo Klaus Mann.
En 1928 perteneció al famoso conjunto del Deutsches Theater dirigido por Max Reinhardt. También trabajó con Otto Klemperer en la Krolloper, y en la película de Fritz Lang' "M" de 1931. Al año siguiente se consagró en el conjunto del Teatro del Estado Prusiano como Mefistófeles.
Su carrera ascendió durante la Machtergreifung de los nazis en 1934 donde fue nombrado "Intendant" del teatro prusiano por nombramiento de Hermann Göring. En 1941, Gründgens protagonizó la película de propaganda Ohm Krüger. En 1943 fue voluntario de la Wehrmacht pero fue rescatado por  Göring, y añadido a la Gottbegnadeten-Liste.
Aunque bisexual, estuvo casado entre 1936 y 1946, con la famosa actriz Marianne Hoppe. El matrimonio fue por conveniencia.
Después de la Segunda Guerra Mundial fue arrestado por los soviéticos e internado en un campo de prisioneros durante nueve meses. Intercedió el actor Ernst Busch a quien había salvado de los nazis en 1943. Fue exonerado por Arsenyi Gulya, comisario del teatro soviético, para que reflotara la actividad teatral berlinesa.
En el proceso de desnazificación, su testimonio logró exonerar al director Veit Harlan (Jud Süß). 
Gründgens regresó como director del Düsseldorfer Schauspielhaus. 
Gründgens adoptó por motivos legales a su amante, Peter Gorski (ver In the Shadow of the Magic Mountain de Andrea Weiss).
Murió de hemorragias internas en Manila (Filipinas) luego de un aparente suicidio con somníferos.
Su hermana fue la actriz y cantante Marita Gründgens (1903–1985).
La película Mefisto con Klaus Maria Brandauer está basada en su vida.

## Filmografía
Director
- Eine Stadt steht Kopf
- Die Finanzen des Großherzogs
- Kapriolen (also actor, 1937)
- Der Schritt vom Wege (1938)
- Zwei Welten (1939)
- Friedemann Bach
- Faust

Actor
- Ich glaub' nie mehr an eine Frau (1929)
- Va Banque (1930)
- Hokuspokus (1930)
- Danton (1930)
- Brand in der Oper (1930)
- Yorck (1931)
- M (1931)
- Luise, Königin von Preußen (1931)
- Die Gräfin von Monte Christo (1931)
- Der Raub der Mona Lisa (1931)
- Teilnehmer antwortet nicht (1932)
- Der Tunnel (1933)
- Die schönen Tage von Aranjuez (1933)
- So endete eine Liebe (1934)
- Schwarzer Jäger Johanna (1934)
- Das Erbe in Pretoria (1934)
- Pygmalion (1935)
- Das Mädchen Johanna (1935)
- Eine Frau ohne Bedeutung (1936)
- Tanz auf dem Vulkan (1938)
- Ohm Krüger (1941)
- Faust (1955/1957)
- Faust (1960)
- Das Glas Wasser (1960)